# Aeroportul Altamira
Aeroportul Altamira (IATA: ATM, ICAO: SBHT) este un aeroport din Altamira, Brazilia, Pará, Brazilia ce deservește zona Altamira, Brazilia. Aeroportul a fost tranzitat în 2022 de 82.664 de pasageri. A fost numit după zona deservită.
Situat la o altitudine de 112 m, aeroportul dispune de 1 pistă. Este operat de Infraero⁠(d).

## Infrastructură

### Piste
Aeroportul dispune de o singură pistă. Pista 7/25 are suprafața de asfalt și dimensiunile 2.003 m × 30 m. 